# Rejane Arruda
Rejane Kasting Arruda (Florianópolis, 30 de janeiro de 1971) é uma artista brasileira.

## Biografia
Atriz, diretora, dramaturga, pesquisadora. Nasceu em Florianópolis em 30 de janeiro de 1971. É irmã da também atriz Carolina Kasting, sendo, por conseguinte, descendente de açorianos e alemães. É atriz, mestre e doutora em Artes Cênicas pela Universidade de São Paulo (USP), desenvolve pesquisas continuadas na área de Formação do Ator, Teatro Contemporâneo, Atuação para Cinema, interface entre a Arte e a Psicanáiise. Autora do livro "Bisturi: Ator e Cinema" e artigos diversos publicados revistas especializadas. Professora e coordenadora do Curso de Artes Cênicas da Universidade Vila Velha, diretora da Cia Poéticas da Cena Contemporânea e presidente da Associação Sociedade Cultura e Arte, no Espírito Santo.  
Estreou no cinema com Ruy Guerra e a partir daí atuou ativamente em um cinema de caráter autoral. Foi premiada Melhor Atriz na Mostra de Curtas Gaúchos do Festival de Cinema de Gramado, pela sua atuação em Sem Abrigo; indicada a melhor atriz no "Festival Internacional de Cinema Independente" por "Eclipse Solar" (2016) e no "Festival Nacional de Cinema de Palmácia" por "A Mesa no Deserto" (2017). Dirigiu e escreveu o curta "A Mulher do Treze" (2018), que segue trajetória em festivais, tendo recebido o Premio Incentivo na Mostra de Cinema Independente da ABD Capixaba e Menção Honrosa no Festival de Cinema de Vitória.

## Filmografia
| Ano  | Título               | Personagem      |
| ---- | -------------------- | --------------- |
| 2017 | SuiGeneris           | Claudia         |
| 2006 | Cristal              | Antônia Fonseca |
| 2005 | Essas Mulheres       | Lúcia           |
| 2003 | Jamais te Esquecerei | Branca          |
| 2000 | O Cravo e a Rosa     | Kiki Duprée     |

### No cinema
| Ano  | Título                          | Personagem            |
| ---- | ------------------------------- | --------------------- |
| 2022 | Primavera                       | Mariana               |
| 2020 | O Cemitério das Almas Perdidas  | Tifinha Jovem         |
| 2019 | As Órbitas da Água              | Mulher Misteriosa     |
| 2018 | Destino das Sombras             | Mãe                   |
| 2017 | Sem Abrigo                      | Valéria               |
| 2016 | A Mesa no Deserto               | Inácia                |
| 2016 | Eclipse Solar                   | Mãe                   |
| 2015 | Dinossauros                     | Mãe                   |
| 2014 | Hamlet                          | Diretora da Peça      |
| 2014 | O Uivo da Carne na Terra da Luz | Quimera               |
| 2014 | Amador                          |                       |
| 2012 | Rendas no Ar                    | Augusta               |
| 2011 | Medo de Sangue                  | Ela                   |
| 2008 | Cidade do Tesouro               | Delegada Fernanda     |
| 2007 | Corpo                           | Fernanda/Tereza/Corpo |
| 2007 | Iminente                        | Débora                |
| 2005 | O Veneno da Madrugada           | Rosário               |
| 2003 | Carandiru                       |                       |
| 1998 | Espelho                         | Garota                |

Direção
| Ano  | Título            | Nota           |
| ---- | ----------------- | -------------- |
| 2020 | Abrigo            | curta-metragem |
| 2018 | A Mulher do Treze | curta-metragem |

## No Teatro
- 2019 "Quando Acordar a Cidade" (direção)[6]
- 2019 "Pele" (direção)[7]
- 2018 "Vestido de Noiva" (direção)[8]
- 2018 "Paraíso" (direção)
- 2018 "Amor Romântico em Tempo de Modernidade Líquida"  (direção)
- 2017 "Peter Pan"  (direção)
- 2017 "Love Fair" (direção)
- 2017 "Roca Billy"  (direção)
- 2017 "Veto a Voz" (direção e atuação)
- 2016 "Navalha na Carne" (direção e atuação)
- 2016 "As Criadas"
- 2016 "Alice Uma Quase Ópera Punk-rock Contemporânea" (direção)
- 2016 "Plastic Body" (direção)
- 2016 "Sente-se Quem Puder" (direção)
- 2015 "Com Aquelas Canções" (direção)
- 2014 "Romeu e Julieta" (direção)
- 2014 "Perdoa-me Por Me Traíres" (direção)
- 2014 "Dois Perdidos Numa Noite Suja" (direção)
- 2014 "Casa"
- 2009 "Esperando Valmont"
- 2009 "O Horário de Visita"
- 2008 "Fora do Eixo Hamlet-Machine" (direção)
- 2007 "Jogando Branca de Neve" (direção)
- 2007 - "Um Ônibus Chamado SP"
- 2003 "Rebentos"
- 2002 "Valsa N. 6"
- 2000 "O Fingidor"
- 1999 "Valsa N.6"
- 1998 "Bonitinha, Mas Ordinária"
- 1997 "Assembléia de Mulheres"
- 1997 "Hamlet"
- 1996 "Píramo e Tisbe"
- 1995 "O Marinheiro"
- 1993 "Filho de Artista"
- 1992 "Mayã - Uma Idéia de Paz"
- 1992 "Noturno"
- 1992 "A Dança dos Signos"

## Prêmios e indicações
- 2021 Melhor Atriz pela atuação em As Órbitas da Água no Festival Aruanda de Cinema Brasileiro [9]
- 2021 Melhor Atriz pela atuação em As Órbitas da Água no Festival de Cinema de Campina Grande.[10]
- 2018 Menção Honrosa no Festival de Cinema de Vitória para A Mulher do Treze
- 2018 Premio Incentivo na Mostra ABD Capixaba de Produção Independente para A Mulher do Treze
- 2018 Premio de Melhor Atriz na Mostra de Curtas Gaúchos do Festival de Cinema de Gramado pela atuação em Sem Abrigo
- 2018 Indicada a Melhor Atriz pela atuação de A Mesa no Deserto no Palmacine
- 2017 Indicada a Melhor Atriz pela atuação em Eclipse Solar no FESTICINI
- 2007 Projeto de pesquisa "A Linguagem Teatral Enquanto Experiência Didática" - Prêmio Funarte Myriam Muniz de Teatro